# Choerophryne rhenaurum
Choerophryne rheaurum es una especie de anfibios de la familia Microhylidae.

## Distribución geográfica
Se encuentra en Papúa Nueva Guinea